# Villeneuve-les-Cerfs
Villeneuve-les-Cerfs – miejscowość i gmina we Francji, w regionie Owernia-Rodan-Alpy, w departamencie Puy-de-Dôme.
Według danych na rok 1990 gminę zamieszkiwały 423 osoby, a gęstość zaludnienia wynosiła 43 osoby/km² (wśród 1310 gmin Owernii Villeneuve-les-Cerfs plasuje się na 451. miejscu pod względem liczby ludności, natomiast pod względem powierzchni na miejscu 815.).